# 极速前进14
《极速前进14》是流行的真人秀節目《极速前进》的第十四季。本季會繼續有數對不同關係的選手參賽，為最終大獎進行環球旅行挑戰，於美國CBS播放。
本季參賽報名於2008年5月28日截止，在十一月左右進行拍攝。
《极速前进14》於2009年2月15日星期日晚上8時（東部及太平洋時間）在CBS首播。香港無綫電視明珠台於2012年8月19日起逢星期日晚上8時30分播放此節目。
本季的片頭動畫、背景聲效、遊戲圖標都是經過重新設計的（如右圖），在展现飞行路线時改用Google地圖，另外还使用了類似美國電視劇《24》的分鏡來顯示各隊伍不同的情況。每集的片头还会随着赛程的进行更新，以反映比赛的进程。

## 比賽結果
| 隊伍               | 關係           | 分段比賽成績 | 分段比賽成績 | 分段比賽成績 | 分段比賽成績 | 分段比賽成績 | 分段比賽成績 | 分段比賽成績 | 分段比賽成績 | 分段比賽成績 | 分段比賽成績 | 分段比賽成績 | 分段比賽成績 | 路障完成情況          |
| 隊伍               | 關係           | 1            | 2            | 3            | 41           | 5            | 6            | 7ƒ           | 8            | 9            | 10           | 10           | 11           | 路障完成情況          |
| ------------------ | -------------- | ------------ | ------------ | ------------ | ------------ | ------------ | ------------ | ------------ | ------------ | ------------ | ------------ | ------------ | ------------ | --------------------- |
| Tammy & Victor     | 兄妹／律師     | 2nd          | 1st          | 8th          | 3rd          | 2nd          | 1st          | 1st          | 3rd          | 2nd          | 3rd          | 1st⊃         | 1st          | Tammy 5, Victor 6     |
| Jaime & Cara       | 前NFL啦啦隊員  | 7th          | 6th          | 7th          | 5th          | 3rd          | 5th          | 2nd          | 2nd          | 4th          | 1st          | 3rd          | 2nd          | Jaime 5, Cara 6       |
| Margie & Luke      | 母子           | 1st          | 4th          | 4th          | 4th⊃         | 1st          | 4th          | 4th          | 1st          | 3rd          | 2nd          | 2nd          | 3rd          | Margie 5, Luke 6      |
| Kisha & Jen        | 姊妹           | 8th          | 7th          | 3rd          | 2nd          | 6th          | 3rd          | 5th          | 4th3         | 1st          | 4th          | 4th⊂         |              | Kisha 5, Jen 5        |
| Mark & Michael     | 兄弟／特技演員 | 3rd          | 8th          | 5th          | 7th          | 5th          | 6th          | 3rd2         | 5th3         | 5th          |              |              |              | Mark 5, Michael 3     |
| Mel & Mike         | 父子           | 4th          | 2nd          | 1st          | 6th          | 4th          | 2nd          | 6th          |              |              |              |              |              | Mel 3, Mike 3         |
| Christie & Jodi    | 航空服務員     | 10th         | 9th          | 6th          | 1st          | 7th          | 7th          |              |              |              |              |              |              | Christie 3, Jodi 3    |
| Amanda & Kris      | 情侶           | 5th          | 3rd          | 2nd          | 8th⊂         |              |              |              |              |              |              |              |              | Amanda 1, Kris 3      |
| Brad & Victoria    | 夫婦           | 6th          | 5th          | 9th          |              |              |              |              |              |              |              |              |              | Brad 0, Victoria 3    |
| Steve & Linda      | 夫婦           | 9th          | 10th         |              |              |              |              |              |              |              |              |              |              | Steve 1, Linda 1      |
| Preston & Jennifer | 情侶           | 11th         |              |              |              |              |              |              |              |              |              |              |              | Preston 1, Jennifer 0 |

^  注解1： 第四赛段的回转是匿名回转(Blind U-turn)，Margie & Luke不需要贴出自己的照片以告诉其他队伍他们使用了回转。

^  注解2： Mark & Michael第一个到达提示站，但须接受2个30分钟的罚时：一个是因为在2 Miles Detour时故意隐藏打气筒，另一个是因为指示出租车带领他们到达Detour的目的地；后者在线索中很明确的告知是被禁止的。最终他们位列第三。

^  注解3： Kisha & Jen原本第三个到达，就在Tammy & Victor之前，然而她们把旅行文件遗留在路障处，被迫返回完成路障的地点取回文件，所以Tammy & Victor名列第三。在Kisha & Jen返回之前，Mark & Michael到达提示站，然而他们违反了两次竞赛规则：用个人物品交易获得金钱（路障之后两次的出租车费用），因此需要接受4个小时的惩罚（每违反一次罚时2个小时）。就在罚时接近50分钟时，Kisha & Jen返回提示站，名列第四。Mark & Michael被允许立即在提示站报到，但因为此赛段为非淘汰赛段，他们剩余的罚时将在下个赛段进行（他们将在Kisha & Jen离开大约3个小时后出发）。

- 红 ：该队已被淘汰
- 下線藍：該隊最後抵達非淘汰提示站，他们需在下赛段接受減速障礙(Speed Bump)任務
- 斜體粉：是普通赛段长度的两倍，并分别设有两个岔道和两个路障。
- 綠ƒ：该队贏得通行證(Fast Forward)线索；而附有綠色 ƒ的賽程號碼表示雖然該賽段有通行證但並無隊伍選擇使用
- 棕⊃：该队使用迴轉(U-turn)，棕⊂是被指定迴轉的队伍，⊂⊃表示该赛段有迴轉但無隊伍使用

## 每集標題語錄
每集標題通常引用自參加者在該集說過的話
1. "Don't Let a Cheese Hit Me" – Mel
2. "Your Target is Your Partner's Face" – Directions for the "Austrian Folly" Detour task
3. "I'm Not Wearing That Girl's Leotard!" – Luke
4. "It Was Like a Caravan of Idiots" – Mike
5. "She's a Little Scared of Stick, But I Think She'll Be OK!" – Victor
6. "Alright Guys We're at War!" – Mark
7. "Gorilla? Gorilla?? Gorilla???" – Victor
8. "Rooting Around in People's Mouths Could Be Unpleasant" -  Phil Keoghan
9. "Our Parents Will Cry Themselves to Death" - Tammy
10. "Having a Baby's Gotta Be Easier Than This" – Cara
11. "No More Mr. Nice Guy (China)" – Victor
12. "This is How You Lose a Million Dollars" –Jaime

## 賽段奖項
本奖项颁发给每赛段的冠军队
- 第1段 - 雙人墨西哥巴亞爾塔港旅遊
- 第2段 - 每人一辆hybrid卡丁车
- 第3段 - 雙人哥斯达黎加旅遊
- 第4段 - 每人一辆650摩托车
- 第5段 - 雙人聖露西亞旅遊
- 第6段 - 每人一艘海洋皮艇
- 第7段 - 雙人夏威夷·瓦胡岛旅遊
- 第8段 - 雙人波多黎各·圣胡安旅游
- 第9段 - 雙人巴巴多斯旅游
- 第10段 - 每人一辆Jet Ski水上摩托車 (被刪剪)
- 第11段 - 雙人加拉帕戈斯群島旅游
- 第12段 - 1,000,000美元

## 旅程
美国 →  瑞士 →   德国 →  奥地利 →  羅馬尼亞 →  俄羅斯 →  印度 →  泰國 →  中国 →  美国

## 賽程摘要

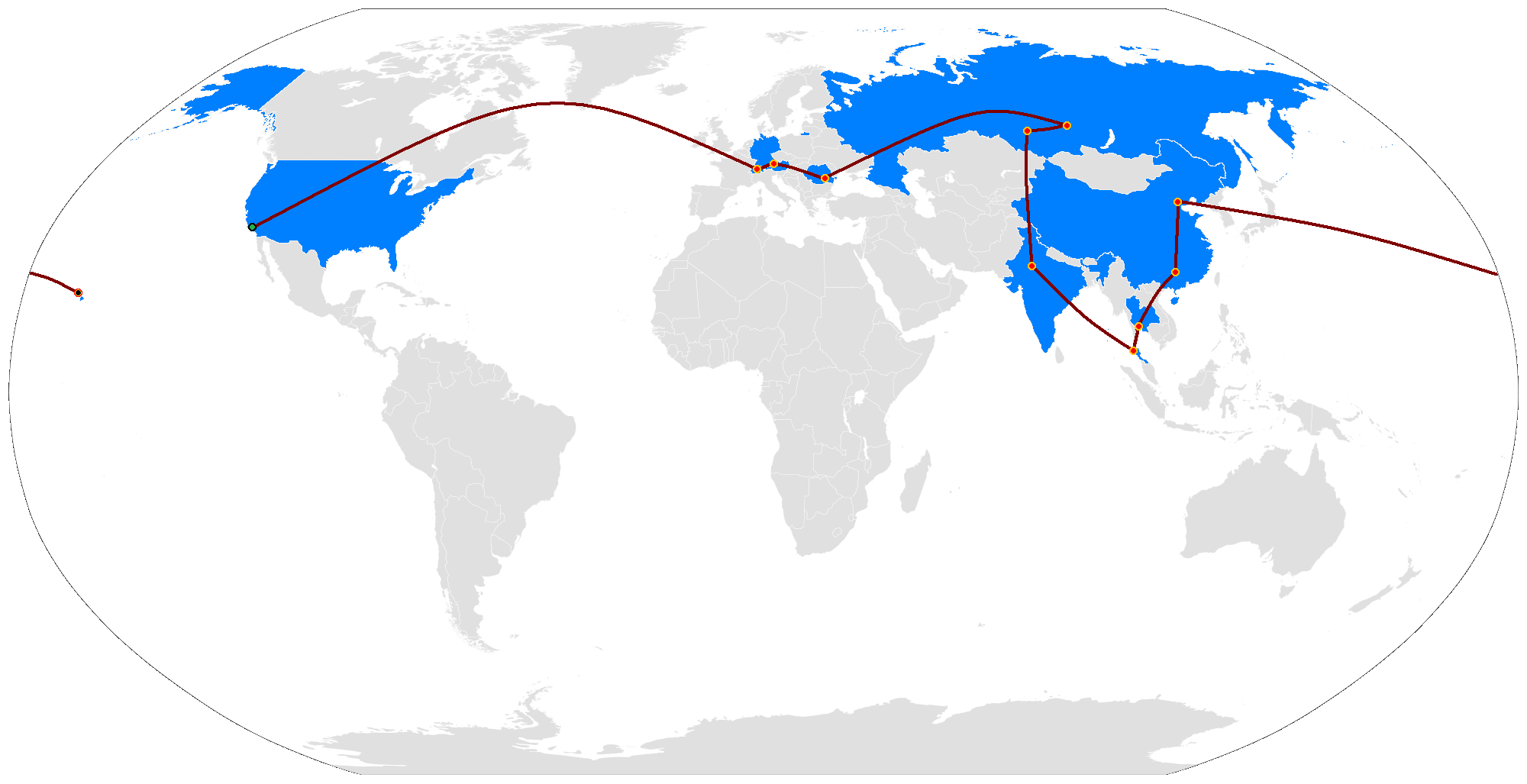
第十四季路線圖。

### 第1段（美國→瑞士）
- 美國加利福尼亞州洛斯阿拉米托斯（洛斯阿拉米托斯联合部队训练基地）（起点線）
- 洛杉磯（洛杉磯國際機場）到 瑞士苏黎世(苏黎世机场)或者意大利米兰(马尔彭萨国际机场)
- 苏黎世（苏黎世机场火车站）或者 基亚索（基亚索火车站）到 洛迦諾 （洛迦諾火車站）
- 洛迦諾（圣安东尼奥教堂）[AT1]
- 提契諾州（韋爾扎斯卡水壩）
- 洛迦諾（洛迦諾火車站）至 因特拉肯（因特拉肯東站）
- 因特拉肯（Kleine Rugen Wiese）[AT2]
- Stechelberg(PostAuto Stop - Hotel Stechelberg then on to Alpenhof Stechelberg)[AT3]

路障：一名队员要在韋爾扎斯卡水壩的蹦极台上一跃而下，当他们完成这惊险的任务后，就能获得下一条线索。
附加任務
[AT1]:到达圣安东尼奥教堂后，队伍要登记三班出发时间，第二天再从牧师那里获得下一条线索。
[AT2]:到达Kleine Rugen Wiese后，队伍要背上背篓向山顶进发。然后从山顶背下4个总共200磅重的奶酪搬下山，搬完后就能获得下一条线索。
[AT3]:到达PostAuto Stop后，队伍要根据德约尔调歌手的声音前往中继站。

### 第2段（瑞士→德國→奧地利）
- 蘇黎世 (蘇黎世國際機場) 到  德國慕尼黑 (慕尼黑國際機場)
- 鲁波尔丁 (Rauschberg)
- 柯尼希湖畔舍瑙（雪橇赛道）
- 柯尼希湖畔舍瑙(Holzsäger)[AT1]
- 奧地利薩爾斯堡 (海尔布伦宮)

路障:一名队员选择指导员，然后与指导员乘坐滑翔伞从一万六千英尺高的山上滑翔到地面，另一名队员要乘坐缆车回到地面。当两名队员会合后，就能获得下一条线索。
（注：考虑到风向因素，队伍有两个选择：要么继续等待直到可以滑翔，要么花一个小时徒步下山。）
绕道：平衡力挑战--每名队员要乘坐思维车完成两英里的障碍赛段。到达终点后，就能获得下一条线索。
奥地利狂欢--队伍要前往帐篷，将馅饼轮流扔向队友的脸，直到里面是樱桃馅的。然后找到乐队指挥，就能获得下一条线索。
附加任務
[AT1]:完成繞道後，隊伍要到Holzsäger用机器锯下一片木片。然後，木工會在木片盖上下一条線索。

### 第3段（奧地利→羅馬尼亞）
- 薩爾茨堡(薩爾茨堡中央车站) 到 慕尼黑（慕尼黑中央车站）
- 慕尼黑 (慕尼黑國際機場) 到  羅馬尼亞布加勒斯特 (布加勒斯特奧托佩尼－亨利·科安德國際機場)
- 布加勒斯特 (布加勒斯特國家體育館/莎拉體操館)
- 布加勒斯特(布加勒斯特北站) 往 布拉索夫 （布拉索夫车站）
- 布拉索夫 (黑教堂)
- 布蘭 (Vila Panoramic)

路障:一名队员要学习并表演三个不同体操项目(平衡木，双杠和自由操)，一旦获得导师认可，就能获得下一条线索。
绕道:吉普赛搬家--队伍要前往吉普赛人聚集地，将一家的生活用品装到马车上，然后驾着马车到新的营地。然后将车上货物卸下，就能获得下一条线索。
吸血鬼遗物--队伍要前往附近的树林，寻找一口棺材将其搬到空旷地。然后打开缠绕在棺材上的铁锁，将里面的相框刺穿找到里面带有旗帜的，最后用旗帜换取下一条线索。

### 第4段（羅馬尼亞→俄羅斯）
- 布加勒斯特 (布加勒斯特奧托佩尼－亨利·科安德國際機場) 至  俄羅斯克拉斯諾亞爾斯克 (克拉斯诺亚尔斯克机场)
- 克拉斯諾亞爾斯克 (克拉斯诺雅尔斯克水电站)
- 克拉斯諾亞爾斯克 (Saint Innokenty教堂)
- 克拉斯諾亞爾斯克 (最後致意博物館)
- 克拉斯諾亞爾斯克 (博沃爾公園（俄语：Фанпарк "Бобровый лог"）)
- 克拉斯諾亞爾斯克 (Krasnoyarsk Theater of Musical Comedy)

起点线任务:各队会获得一张10卢布的纸币,根据纸币背面的图案指引队伍前往克拉斯诺雅尔斯克水电站。
绕道:叠木--队伍要前往河边将木头按照传统方法堆起来。堆完之后，就能获得下一条线索。
建設--队伍要前往作坊领取制作窗户的材料并组装，队伍要将组装好的窗户送到门外挂有“需要安装”牌子的房屋并将窗户装好，之后就能获得下一条线索。
路障：一名队员乘坐旱地雪橇在四分钟内完成3英里的赛道，在途中队伍要找到7个俄文字母，之后队伍要根据这些字母拼出著名作家--契诃夫就会获得下一条线索.

### 第5段（俄羅斯）
- 克拉斯諾亞爾斯克(克拉斯諾亞爾斯克车站) 到 新西伯利亞(新西伯利亚车站)
- 新西伯利亚(Punkt Tekhnicheskogo Osmotra)
- 新西伯利亚(Gosudarstvennaya Publichnaya Nauchnaya Tekhnicheskaya Biblioteka)
- 新西伯利亞(新西伯利亚国立模范歌剧芭蕾舞剧院)

绕道:俄式新娘--队伍要驾车前往一座公寓楼并在里面找到一位新娘，之后队伍要载着新娘前往一座教堂。当新郎新娘会合并拍下照片后，就能获得下一条线索。
俄式扫雪--队伍要驾车前往一座体育场，然后轮流操作扫雪车通过训练赛道，就能获得下一条线索。
路障:一名队员要进入帐篷热身10分钟，然后脱剩内衣员跑2.3公里到中继站，而另一名队员则在中继站等候。

### 第6段（俄羅斯→印度）
- 新西伯利亞(托爾馬切沃機場) 到  印度齋浦爾（斋浦尔国际机场）
- 達拉村 - 聖樹 (Sacred Tree - Peepli Ka Pedh)[AT1]
- 齋浦爾 (琥珀堡 – 柏瓦提停車場)
- 齋浦爾 (約克里市場 – 拉姆尼瓦斯木偶店)
- 齋浦爾 (齋格爾堡)

路障:一名队员要选择一组骆驼，然后用工具装满食物和水，一旦食物装到指定线、水从水槽里漏了出来，就能获得下一条线索。
绕道:搬運--队伍要前往圣干内里门，然后每名队员要骑一辆装有众多塑料桶三轮车骑行到Zorawar Singh Gate,之后队伍要在众多塑料桶里找到里面有金属大象的，然后用该金属大象换取下一条线索。
跳舞--队伍要前往十字路口，穿上表演服装加入乐队，然后队伍要在大街上赚取100卢比,然后用赚到的钱换取下一条线索。
减速带:队伍要前往一座庙宇，然后用已给的颜料，给参加庆典的大象上色。一旦得到驯象师的认可，就可以继续前进。
附加任務
[AT1]：隊伍在聖樹下要用指定的兩部電話撥打四個中的其中一個號碼，電話裏的人會告訴隊伍前往琥珀堡。

### 第7段（印度→泰國）
- 齋浦爾 (齋浦爾国际机场) 到  泰國普吉 (普吉国际机场)
- 普吉 (普吉动物园 （页面存档备份，存于） - 大猩猩雕像)[AT1]
- 普吉老城 (元春堂香料商店)[AT2]
- 普吉 (Wat Thep Nimit寺庙)

起点线任务:各队会获得一张大猩猩雕像的相片，他们必须要知道这座雕像是在普吉动物园里，在那里可找到下一个线索。
绕道:100個桶--队伍要前往码头，然后将47个空桶装满水。之后将53个空桶扔到船顶，就能获得下一条线索。
2英里--队伍要前往一座寺庙并选一辆人力车，给车胎打足气后，一名队员要坐在人力车上，另一名队员要拉着人力车前往两英里外的公园，就能获得下一条线索。
附加任務
[AT1]：在普吉动物园，各队必须和动物园的大福星-老虎「艾蘇」（Esso）合影；然后参加一项大象表演，包括被大象轻轻地踩和坐。当大象表演结束，老虎驯兽师会给各队一张包含他们下一步线索的照片。
[AT2]：在「元春堂」香料商店，各队必须在99个香料盒中寻找藏有线索的6的盒子中的一个。

### 第8段（泰國）
- 普吉 (普吉國際機場) 到 曼谷 (蘇凡納布機場)
- 曼谷 (Chareonyont 007 Boat Yard) [AT1]
- 曼谷 (半島碼頭)
- 曼谷 (帕亚泰路宫)

路障:一名队员要将螺旋桨装到在当地非常常见的交通工具--长尾船上。一旦螺旋桨正常运作，就能获得下一条线索。
绕道:破碎牙齿--队伍要前往当地人叫做“欢笑街”的地方，然后在众多假牙里找到与5位候诊病人相匹配的。一旦所有病人都露出了笑容，就能获得下一条线索。
破碎唱片--队伍要前往一座停车场并找到配有卡拉OK的士，然后在行驶5英里途中，队伍要与当地人反复同唱一首歌直至到达目的地，就能获得下一条线索。
附加任務
[AT1]：完成路障后，队伍要根据所给的地图乘船在曼谷迷宫般的运河里找到半岛码头，就能获得下一条线索。

### 第9段（泰國→中國）
- 曼谷(蘇凡納布機場) 到  中國桂林(桂林兩江國際機場)
- 桂林 (叠彩山·明月峰顶)(未被播出)
- 桂林 (清秀路·盈盈髮廊)
- 桂林 (漓江·二十四号橋)
- 桂林 (古南門)
- 桂林 (榕湖·日月塔)

路障:队伍要乘坐竹筏前往江中，然后一名队员在当地人的指导下用鸬鹚将队员扔出去的鱼捕回来。一旦鸬鹚捕回来十条鱼后，就能获得下一条线索。
减速带:队伍要在发廊为两位老妇洗头，一旦清洗完并擦干，就可继续前进。
绕道:舞蹈--队伍要前往中心小岛加入晨练舞蹈队并学习一段舞蹈给裁判看。一旦获得裁判认可，就能获得下一条线索。
書法--队伍要前往跨过古榕双桥，然后找到四位书法家并抄写下一个目的地的名字。一旦找到了第四位书法家并抄写完毕，就能获得下一条线索。

### 第10段（中國）
- 桂林 (桂林两江国际机场) 到 北京 (北京首都国际机场)
- 北京 (良子健身足疗店)
- 北京 (光彩體育馆·游泳馆)
- 北京 (鼓楼北门)

路障：一名队员要先喝一杯药茶，然后接受十分钟腳底按摩，再喝另一杯药茶就能获得下一条线索。如果按摩实在疼得受不了，可以喊一声“uncle”暂停，但如果这样队员要从头开始。
绕道：跳水--队伍要学会双人跳水的技巧并从3米高的彈板上跳下，當兩人均得到裁判给出五分后，就能获得下一条线索。
游泳--队伍则要穿上鲨鱼皮泳衣，轮流游泳100米，当队伍共完成400米后，就能获得下个一线索。
- 北京 (北海東門) [AT1]
- 北京 (故宮·西北角) [AT2]
- 北京 (東單地鐵站)
- 北京 (文昌閣)
- 北京 (東華門夜市第68號檔口)
- 北京 (鸟巢)

绕道：京劇--队伍需前往胡广会馆戏楼，然后互相帮对方化妆成中国戏曲中的小生和花旦。当化妆完成并穿上戏服后，需向京剧大师展示成果才能获得下一条线索。
侍者--队伍则需前往胡广会馆饭店，选择一桌食客，食客会以汉语普通话点菜：好運龍魚、虎嘯蔬菜麵、岳陽炸雞、新口味牛肉、金色虹彩肉排；选手们需把菜名覆述给大厨，如果所回报的菜名正确，厨师们会烹調好菜肴。当所有食物上齐后，就能获得下一条线索。
路障：一名队员需要吃掉一盘油炸美食：草蜢、幼虫、蝎子及海星，当全部吃完后就能获得下一线索。
附加任务
[AT1]: 隊伍需搜尋整個北海街道小店，並尋找隱藏的Travelocity漫游精灵，當隊伍找到矮人後，便會發現線索在矮人的底部；隊伍把精靈保留至中繼站。
[AT2]: 隊伍抵達故宮西北角後，需尋找一種在北京很普遍的交通工具——電動自行車。然後隊伍需騎車穿越紫禁城及天安門廣場，到達東單地鐵站並尋找下一條線索。

### 第11段（中國→美國）
- 北京 (北京首都国际机场) 到 美國·夏威夷州·毛伊島(卡胡卢伊机场)
- 毛伊島 (118號海灘入口) [AT1]
- 毛伊島 (麥格雷戈點)[AT2]
- 毛伊島 (哈納公路·毛伊島卡普魯亞滑浪板欄柵)
- 毛伊島 (卡美哈梅哈国王高尔夫球场)

路障：一名队员要在众多的冲浪板里找到上面图案和过去11个赛段里有关的冲浪板并按照顺序摆放好。全部排列正确后，就能获得通往终点的线索。
附加任务
[AT1]:到达118號海灘入口后队伍要用传统香料涂满猪得全身，然后再扛着猪前往活动区，最后根据示范将猪覆盖起来就能获得下一条线索。
[AT2]：到达麥格雷戈點后，队伍要骑摩托艇前往浮标区，在众多浮标里找到下一条线索。

## 外部連結
- 官方網站 （页面存档备份，存于）

| 明珠台 星期日20:30－21:30節目                           | 明珠台 星期日20:30－21:30節目        | 明珠台 星期日20:30－21:30節目 |
| ------------------------------------------------------- | ------------------------------------ | ----------------------------- |
|                                                         | XIV （2012年8月19日－2012年11月4日） |                               |
| 笑笑小電影 (XXI) (20:00-20:50)荒失失奇兵2 (20:50-22:40) | 我要做廚神                           |                               |